# Capi di Stato dell'Unione Sovietica
Le funzioni di capo di Stato dell'Unione Sovietica furono svolte fino al 1990 da organi collegiali delle assemblee rappresentative superiori dell'URSS.

## Storia
Essi furono il Comitato esecutivo centrale dell'URSS dal 1922 al 1938 e successivamente il Presidium del Soviet Supremo. Al presidente di tali organi erano riservate molte delle funzioni che, in altri ordinamenti, sono di solito appannaggio di un singolo capo di Stato.
I presidenti del Comitato esecutivo centrale erano uno per ogni Repubblica federata, pertanto furono inizialmente quattro, in rappresentanza di RSFS Russa, RSS Ucraina, RSS Bielorussa e RSFS Transcaucasica, ed arrivarono a sette con l'ingresso nell'URSS di RSS Turkmena, RSS Uzbeka e RSS Tagica.
Il ruolo di presidente del Presidium del Soviet Supremo fu abolito nel 1989 e in seguito l'assemblea fu presieduta dal presidente del Soviet Supremo. Nel 1990 fu introdotta nell'ordinamento sovietico la figura di presidente dell'Unione Sovietica.

## Presidenti del Comitato esecutivo centrale dell'URSS
- Michail Kalinin (30 dicembre 1922 - 12 gennaio 1938)
- Grigorij Petrovskij (30 dicembre 1922 - 12 gennaio 1938)
- Aleksandr Červjakov (30 dicembre 1922 - 16 giugno 1937)
- Nariman Narimanov (30 dicembre 1922 - 19 marzo 1925)
- Gazanfar Musabekov (21 maggio 1925 - giugno 1937)
- Nedirbaj Ajtakov (21 maggio 1925 - 21 luglio 1937)
- Fajzulla Chodžaev (21 maggio 1925 - 17 giugno 1937)
- Nusratullo Maksum Lutfulaev (18 marzo 1931 - 4 gennaio 1934)
- Abdullo Rachimbaev (4 gennaio 1934 - settembre 1937)

## Presidenti del Presidium del Soviet Supremo dell'URSS
- Michail Kalinin (17 gennaio 1938 - 19 marzo 1946)
- Nikolaj Švernik (19 marzo 1946 - 6 marzo 1953)
- Kliment Vorošilov (15 marzo 1953 - 7 maggio 1960)
- Leonid Brežnev (7 maggio 1960- 15 luglio 1964)
- Anastas Mikojan (15 luglio 1964 - 9 dicembre 1965)
- Nikolaj Podgornyj (9 dicembre 1965 - 16 giugno 1977)
- Leonid Brežnev (16 giugno 1977 - 10 novembre 1982)
- Vasilij Kuznecov (10 novembre 1982 - 16 giugno 1983) (facente funzione)
- Jurij Andropov (16 giugno 1983 - 9 febbraio 1984)
- Vasilij Kuznecov (9 febbraio 1984 - 11 aprile 1984) (facente funzione)
- Konstantin Černenko (11 aprile 1984 - 10 marzo 1985)
- Vasilij Kuznecov (10 marzo 1985 - 27 luglio 1985) (facente funzione)
- Andrej Gromyko (27 luglio 1985 - 1º ottobre 1988)
- Michail Gorbačëv (1º ottobre 1988 - 25 maggio 1989)

## Presidenti del Soviet Supremo dell'URSS
- Michail Gorbačëv (25 maggio 1989 - 15 marzo 1990)
- Anatolij Luk'janov (15 marzo 1990 - 26 dicembre 1991)

## Presidente dell'Unione Sovietica
- Michail Gorbačëv (15 marzo 1990 - 25 dicembre 1991)